# Jindřich I. z Baru
Jindřich I. Baru (francouzsky Henri Ier de Bar; 1158? – říjen 1190 Akkon) byl hrabě z Baru a Moussonu, pán z Ligny a účastník třetí křížové výpravy.
Byl jedním ze synů Renauda z Baru a Anežky, dcery Theobalda z Blois. V době otcovy smrti roku 1170 byl ještě nezletilý a proto se vlády na celé tři roky ujala matka Anežka. Roku 1179 se mladý hrabě zúčastnil v Remeši korunovace svého bratrance krále Filipa a o deset let později vyslyšel společně s mladším bratrem Theobaldem volání křižáckých států o pomoc. V létě 1190 se pod hradbami obléhaného Akkonu sešli s svými strýci Theobaldem a Štěpánem a dalším bratrancem Jindřichem ze Champagne. Svým příchodem posílili dlouhým obléháním unavené křižáky.
4. října 1190 byl Jindřich vážně zraněn v bitvě proti Saladinově armádě a následkům zranění po několika dnech podlehl. Dědicem bezdětného hraběte se stal mladší bratr Theobald.